# Phyllachora oyedaeae
Phyllachora oyedaeae är en svampart som beskrevs av Chardón 1934. Phyllachora oyedaeae ingår i släktet Phyllachora och familjen Phyllachoraceae.   Inga underarter finns listade i Catalogue of Life.